# Heinrich von Stephan
Ernst Heinrich Wilhelm von Stephan nato Heinrich Stephan (Słupsk, 7 gennaio 1831 – Berlino, 8 aprile 1897) è stato un funzionario e politico tedesco, direttore generale delle poste dell'impero tedesco, che riorganizzò il servizio postale nel Regno di Prussia.

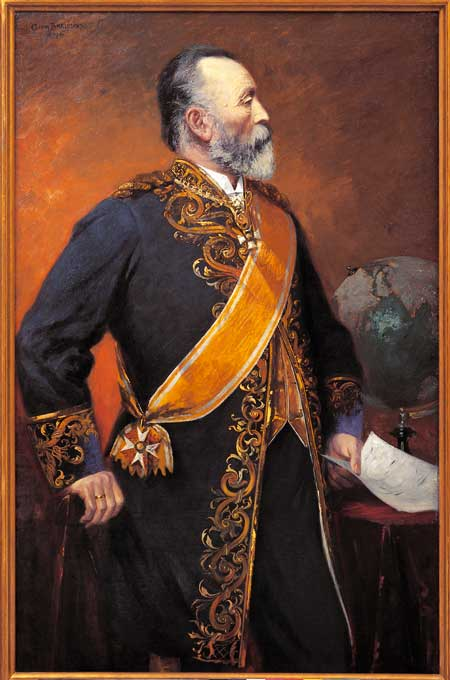
Ritratto di Heinrich von Stephan

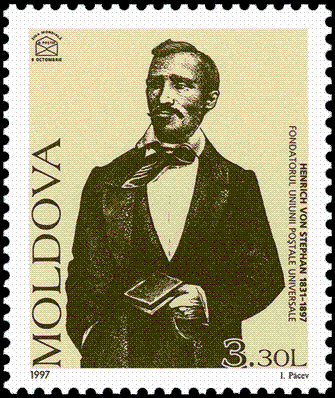

Ebbe parte attiva nella fondazione dell'Unione postale universale nel 1874, e nel 1877 introdusse il telefono in Germania.

## Biografia
Stephan era nato a Stolp, in Pomerania, nel Regno di Prussia. Iniziò la sua carriera come impiegato postale locale al servizio delle poste prussiane nel 1849. Nel 1866 fu incaricato, dal governo prussiano, di federare il servizio postale che era stato a lungo gestito privatamente dalla nobile famiglia Thurn und Taxis. Nel 1870 fu nominato direttore dei servizi postali per la Confederazione Tedesca del Nord. La carriera di Stephan subì un salto di qualità, quando fu nominato Postmaster generale dell'impero tedesco nel 1876, Sottosegretario di Stato incaricato delle poste nel 1880, e ministro dei servizi postali per la Germania nel 1895.
Quando Stephan iniziò il suo lavoro come impiegato delle poste, la Germania era divisa in 17 stati indipendenti, ciascuno con le proprie politiche e tariffe postali. Egli si adoperò presto per stabilire un tasso di affrancatura uniforme in tutta la Germania, per facilitare la spedizione postale. Il suo obiettivo generale di standardizzazione e internazionalizzazione era evidente nel suo lavoro tendente a combinare il servizio postale con il servizio telegrafico in Germania e nei suoi sforzi per organizzare la Conferenza postale internazionale a Berna, nel 1874, nella quale fu istituita l'Unione postale universale. Introdusse la cartolina postale in Germania (che aveva inizialmente suggerito nel 1865) dopo che il cancelliere Otto von Bismarck lo aveva promosso nel 1870: la cartolina divenne ampiamente utilizzata nella successiva guerra franco-prussiana del 1870-71 come metodo di comunicazione tra le unità in campo. La cartolina era stata introdotta per prima dall'Impero austriaco, nell'ottobre del 1869, su proposta dell'economista Emanuel Herrmann. È anche accreditato di aver introdotto il telefono in Germania.
Stephan morì nel 1897 a Berlino, avendo avuto un profondo impatto sulla standardizzazione del servizio di posta in tutto il mondo. Era anche attivamente impegnato nella coltivazione della terminologia puramente germanica per il campo delle telecomunicazioni e dei servizi postali. La lingua tedesca ottenne così termini come "Fernsprechapparat" (dispositivo per parlare a distanza) per indicare il telefono, "Wertzeichen" (segno di valore) per francobollo, "postlagernd" (deposito postale) per fermoposta e "Anschrift" (con significato analogo a "Ansprache" o "Anrede" per riferirsi a una persona) per indirizzo. Le creazioni di parole commissionate da von Stephan nel 1870 ottennero la circolazione negli uffici postali e tra la forza lavoro, ma molte volte il termine originale greco o francese fu mantenuto dai parlanti tedesco. Così a casa la gente diceva "frankieren" per aver messo francobolli su una cartolina o su una busta da lettere (Briefumschlag), ma diceva "freimachen" (assolvere il bollo, consentendo così la consegna) quando si trovava all'ufficio postale. Oppure a casa si diceva "Telefon" nel linguaggio quotidiano, anche se il termine ufficiale arcano era "Fernsprecher" (altoparlante a distanza) o "Fernsprechapparat". I suoi successi nel campo dei servizi postali superano di gran lunga questo purismo pedante e fu la sua proposta di far produrre telefoni alla società Siemens che portò allo sviluppo di un segmento di attività completamente nuovo per la famosa azienda tedesca nel 1878.

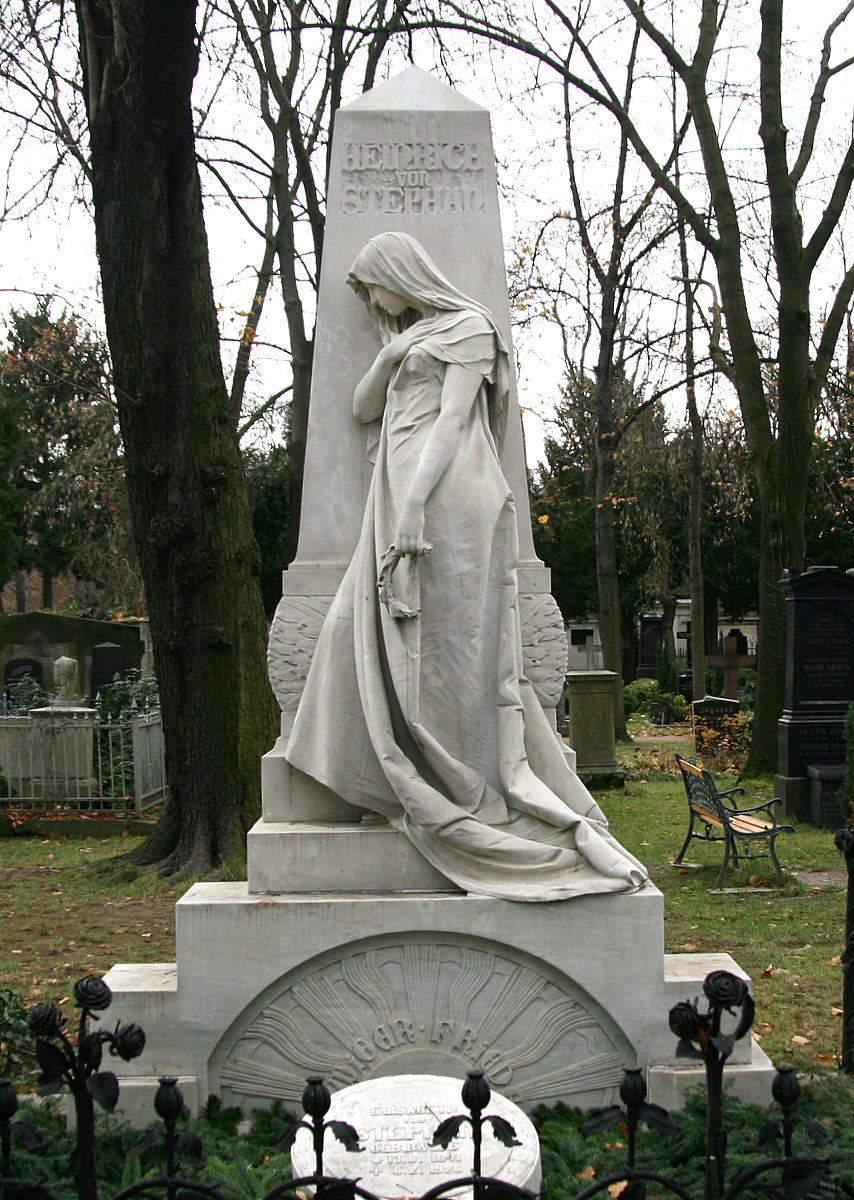
Tomba di Stephan a Berlino

## Opere
- Geschichte der Preussischen Post von ihrem Ursprunge bis auf die Gegenwart: nach amtl. Quellen . Berlino 1859. Ristampa 1987,ISBN 3-7685-3686-6.